# A Wild Romance
A Wild Romance – album studyjny niemieckiego zespołu The Twins wydany w 1983 roku. Album w 2003 roku ukazał się na CD z dwoma dodatkowymi utworami. Album odniósł duży sukces w Niemczech oraz w Szwajcarii.

## Lista utworów

### Utwory z pierwszego wydania
| Strona A | Strona A                                                          | Strona A |
| Nr       | Tytuł utworu                                                      | Długość  |
| -------- | ----------------------------------------------------------------- | -------- |
| 1.       | „Love System” (muzyka i słowa: Sven Dohrow i Michael Gerlach)     | 4:20     |
| 2.       | „Ballet Dancer” (muzyka i słowa: Sven Dohrow i Ronny Schreinzer)  | 3:25     |
| 3.       | „A Wild Romance” (muzyka i słowa: Sven Dohrow i Ronny Schreinzer) | 4:42     |
| 4.       | „Private Eye” (muzyka i słowa: Sven Dohrow i Ronny Schreinzer)    | 4:44     |
| 5.       | „Facts Of Love” (muzyka i słowa: Sven Dohrow i Ronny Schreinzer)  | 3:37     |
| 6.       | „Criminal Love” (muzyka i słowa: Sven Dohrow)                     | 3:50     |
|          |                                                                   | 24:38    |

| Strona B | Strona B                                                                     | Strona B |
| Nr       | Tytuł utworu                                                                 | Długość  |
| -------- | ---------------------------------------------------------------------------- | -------- |
| 1.       | „Not The Loving Kind” (muzyka i słowa: Sven Dohrow i Ronny Schreinzer)       | 3:57     |
| 2.       | „Must Have Her Back” (muzyka i słowa: Sven Dohrow i Ronny Schreinzer)        | 3:37     |
| 3.       | „Why Don't You” (muzyka i słowa: Sven Dohrow i Ronny Schreinzer)             | 3:59     |
| 4.       | „Men Of Destiny” (muzyka i słowa: Sven Dohrow i Ronny Schreinzer)            | 3:49     |
| 5.       | „Between The Woman And You” (muzyka i słowa: Sven Dohrow i Ronny Schreinzer) | 6:05     |
|          |                                                                              | 21:27    |

### Reedycja z 2003 roku
| Lista utworów | Lista utworów                                                                | Lista utworów |
| Nr            | Tytuł utworu                                                                 | Długość       |
| ------------- | ---------------------------------------------------------------------------- | ------------- |
| 1.            | „Love System” (muzyka i słowa: Sven Dohrow i Michael Gerlach)                | 4:21          |
| 2.            | „Ballet Dancer” (muzyka i słowa: Sven Dohrow i Ronny Schreinzer)             | 3:26          |
| 3.            | „A Wild Romance” (muzyka i słowa: Sven Dohrow i Ronny Schreinzer)            | 4:43          |
| 4.            | „Private Eye” (muzyka i słowa: Sven Dohrow i Ronny Schreinzer)               | 4:47          |
| 5.            | „Facts Of Love” (muzyka i słowa: Sven Dohrow i Ronny Schreinzer)             | 3:38          |
| 6.            | „Criminal Love” (muzyka i słowa: Sven Dohrow)                                | 3:52          |
| 7.            | „A Little More Alive” (muzyka i słowa: Sven Dohrow i Ronny Schreinzer)       | 3:53          |
| 8.            | „Not The Loving Kind” (muzyka i słowa: Sven Dohrow i Ronny Schreinzer)       | 3:59          |
| 9.            | „Must Have Her Back” (muzyka i słowa: Sven Dohrow i Ronny Schreinzer)        | 3:38          |
| 10.           | „Why Don't You” (muzyka i słowa: Sven Dohrow i Ronny Schreinzer)             | 4:01          |
| 11.           | „Men Of Destiny” (muzyka i słowa: Sven Dohrow i Ronny Schreinzer)            | 3:51          |
| 12.           | „Between The Woman And You” (muzyka i słowa: Sven Dohrow i Ronny Schreinzer) | 6:07          |
| 13.           | „Heaven In Your Smile” (muzyka i słowa: Sven Dohrow i Ronny Schreinzer)      | 5:53          |
|               |                                                                              | 56:09         |

## Twórcy
- Ronny Schreinzer – wokal, perkusja elektroniczna, produkcja
- Sven Dohrow – wokal wspierający, instrumenty klawiszowe, produkcja
- Mandy Parkin – chórki